# 運命愛
運命愛（うんめいあい、羅: amor fati）は、フリードリヒ・ニーチェによって提唱された哲学用語。ニーチェは、『ニーチェ対ワーグナー』において「運命愛、これが私の最も内奥の本性である」 と述べている。

## 概要
永劫回帰の法則を受け入れるとともに、この世のあるがままの運命を受け入れ、そしてそれを愛するということ。
この場合には、この世に存在する全てのものは必然的に存在しているということになる。人生において存在する物事とは好ましいものだけでなく、暗黒面とされるような恐ろしいもの邪悪なもの不気味なものも数多く存在しており、さらにそれらから生じるような苦痛というものも数多く存在する。これらのようなものに対して耐えるのみにとどまらず、これらを望ましいものとして愛するべきということである。
これらを単なる暗黒面として捉えるならばそれはニヒリズムに留まっているに過ぎない状態というわけであり、暗黒面とされていたようなものでさえも愛することができるようになり、ニヒリズムとなっていた状態を超えられた境地こそが、運命愛に至れた状態という論理である。
ニーチェにおいて、愛は肯定する情熱である。そして、この肯定は「遊戯」を伴う。「遊戯」が生の重さを軽くし、生を上昇させる必須のやり方なのである。
ニーチェは、幼な子の遊戯を引き合いに出し、それを「我あり」と表現する。これは、従来の古い価値に従う「汝なすべし」の精神(ニーチェはこれをラクダにたとえる)、そうした価値に反抗する「我欲す」の精神(ニーチェはこれを獅子にたとえる)を超えた精神の最高の在り方である。